# Stephen Lovell
Stephen William Henry "Steve" Lovell (ur. 6 grudnia 1980 roku w Amersham) – angielski napastnik, aktualnie występujący w Patrick Thistle.
Lovell, nazywany przez fanów "The Shovel", zaczynał swą karierę w 1998 roku w A.F.C. Bournemouth, skąd trafił do FC Portsmouth.  Następnie występował w: Exeter City, Sheffield United oraz Queens Park Rangers, do każdego z tych klubów był wypożyczony z FC Portsmouth. W 2002 roku trafił do Dundee United, w klubie tym wyrobił sobie dobrą markę, strzelając w 84 występach 34 bramki.
Gdy w 2005 roku Dundee United spadło z Scottish Premier League, Lovell trafił do Aberdeen F.C. W klubie tym debiutował w meczu z Kilmarnock, a pierwszego gola strzelił w prestiżowym spotkaniu z Rangers F.C. Steve strzelił dla Aberdeen F.C. wiele ważnych bramek, jak na przykład 2 gole w doliczonym czasie gry w meczu z Inverness Caledonian Thistle. Lovell trafił też do bramki w spotkaniu w ramach Pucharu UEFA z Bayernem Monachium.
15 kwietnia 2008 roku Lovell odrzucił propozycję nowego kontraktu i latem wraz z sześcioma innymi zawodnikami opuścił Aberdeen F.C. W czerwcu 2008 Podpisał kontrakt z Falkirk F.C., a rok później odszedł do szkockiego drugoligowca Patrick Thistle.